# Blaasbalg (tracering)

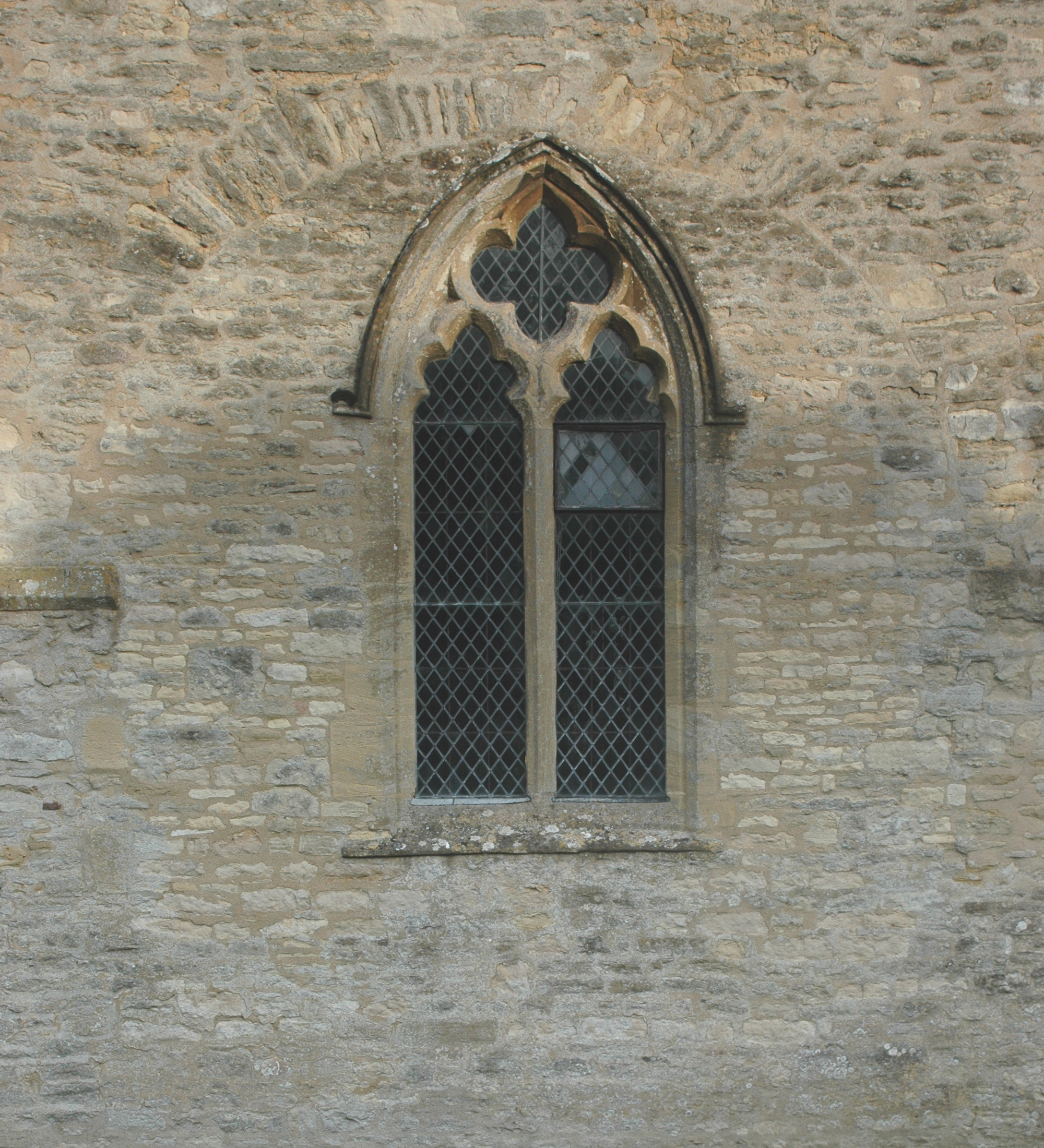
Een blaasbalg boven in het venster

Een blaasbalg is in het maaswerk van bijvoorbeeld een venster een bepaald siermotief met als vorm die van een vierpas, waarvan twee van de vier lobben in een punt uitlopen. Ze bestaat dus uit twee ronde lobben en twee spitse bladen, respectievelijk tweemaal een ronde pas en tweemaal een kielpas. Daarmee vormt een blaasbalg de tussenvorm tussen een vierpas en een vierblad. Een blaasbalg heeft vier toten. Ze werd voornamelijk gebruikt in de gotische traceringen van vensters. Vaak werden ze gebruikt in combinatie met andere sierlijke motieven.